# アシュラ (漫画)
『アシュラ』は、ジョージ秋山の日本の漫画作品、及びそれを原作にしたアニメ映画。人肉食などの過激な描写に世間の非難が殺到した最大の問題作でもあった。

## 概要
- 『週刊少年マガジン』（講談社）に1970年32号から1971年22号まで連載された。
- 第1話には飢餓による地獄絵図、人肉を食べ、我が子までをも食べようとする女の描写がある。これを掲載した1970年32号の『週刊少年マガジン』は神奈川県で有害図書指定され、未成年への販売を禁止。各自治体もそれに追随し社会問題に発展した。作者の秋山にも取材が殺到し、一躍時の人になった。これを受けて企画意図の釈明文が1970年34号で掲載され今後の主人公が宗教的世界に目覚め人生のよりどころを確立することが説明されていたが、結局、描かれないまま最終話をむかえた。しかし、『週刊少年ジャンプ』（集英社）1981年26号に読み切りで完結編が掲載されその結末では実現している。
- 単行本は、過去に立風書房、朝日ソノラマ、日本文芸社、ぱる出版から出版され2012年現在、幻冬舎から文庫版（上・下巻）が刊行されている。完結編は、ジョージ秋山捨てがたき選集 第2巻『銭ゲバの娘プーコ アシュラ 完結編』（青林工藝舎）に収録。
- 2012年、フルCGでアニメ映画化された（後述）。

## あらすじ
平安時代末期、飢饉によって屍が累々と横たわり、ある者達は人を殺して人肉を貪り食らっていた。その一人である妊娠した狂女は、やがて赤ん坊を産み落とす。狂女は「アシュラ」と名付けたその子をかわいがるが、やがて空腹に耐えかね焼いて食おうとする。その時、落雷によってアシュラは川に押し流され、岸に辿り着くも誰にも育てられないまま獣同然に生き抜く。ある時、人狩りに捕まり連れていかれた先で人間としての生活、仲間、愛情を知るが、生みの親と出会ったことで凄惨な出生の秘密、自分が決して家族との生活を過ごせないことを知り苦悩する。そして、その地に見切りをつけたアシュラは、自分を慕う孤児達を引き連れ都を目指す。

## 登場人物
アシュラ
声 - 野沢雅子、こおろぎさとみ（赤ん坊）
主人公。生まれてすぐ実の母親に捨てられ、ケダモノとして生き抜いてきた少年。言葉を覚えてからは語尾に「ギャ」をつけて話す。
本来の構想ではもう少し連載を続けた後で法師から「命」という名前を授かる予定だった。この名前は秋山の息子の名前としても使われた。
法師（ほうし）
声 - 北大路欣也
放浪の僧。放浪するアシュラと出会い、言葉や人間性を教えた。人間性が芽生えたことで生きることに悩み、人との関わりに苦しむアシュラに、希望や許しを説く。
若狭（わかさ）
声 - 林原めぐみ
荘園で働く農民の娘。七郎と恋仲。地頭に殺されかけたアシュラを介抱し、言葉を教える。
散所太夫（さんじょたゆう）
アシュラの父。散所を支配する。人嫌いな性格で、女は抱くための存在と割り切って子を産むことを認めようとしなかった。アシュラが自分と藤乃の子である事を知り、初めて後悔する。アニメには登場しない。
地頭（じとう）
声 - 玄田哲章
荘園を管理する男。息子の小二郎が荘園の子と散所の子の争いで死亡し、手を下したアシュラを激しく憎む。
七郎（しちろう）
声 - 平田広明
散所で働かされる子どもたちのリーダー格の青年。体が大きく力が強い。若狭と恋仲だが、困窮する若狭を救えず苦しむ。
義助（ぎすけ）
声 - 島田敏
若狭の父。農夫として働く。
藤乃（ふじの）
声 - 山像かおり
アシュラの母で、散所太夫の元妻。妊娠したために捨てられ、精神に異常をきたし、飢饉で滅びた村々を半裸で彷徨っていた。人肉を食べて生き延び、やがて荒野でアシュラを出産する。その後、飢えのあまりアシュラを焼いて食べようとしたが、何らかの理由で失敗し生き別れた。後に散所太夫の家に現れ、再会した我が子をアシュラと命名している。 都へ向かうアシュラの前に現れるが、そこで病死する。
小二郎（こじろう）
声 - 山口勝平
地頭の一人息子。散所の子供たちに喧嘩を売り、アシュラに殺される。アニメでは名前が小太郎（こたろう）に変更されている。
初治
声 - 水島裕

呉作
声 - 阪口大助

丹治（たんじ）
声 - くまいもとこ
散所で働かされる子どもたちのリーダー格の少年。出っ歯。アシュラを仲間として認め、共に助け合おうとする。
カポ、三郎、又八
声 - 小林由美子、三瓶由布子、大浦冬華
散所で働かされる子どもたち。
孫六（まごろく）
声 - 楠大典
散所太夫の部下。散所を厳しく管理している。

## アニメ映画
2012年9月29日より東映系で上映。フルCGアニメーションだが、髪の毛などに「ハッチング」と呼ばれる斜めの線を追加するソフトウェアによる特殊効果や、要所でキャラクターのサイズをデフォルメ化したモデルを使用（例：迫力を出すために実際よりも大きな手のモデルを用意）するといった処理により、手描きアニメのタッチを再現した絵柄となっている。
キャッチコピーは「眼を、そむけるな。」

### スタッフ
- 原作 - ジョージ秋山
- 監督 - さとうけいいち
- 脚本 - 高橋郁子
- 絵コンテ - 森下孝三、和田卓也、さとうけいいち
- 2Dキャラクターデザイン - 宝谷幸稔
- CG監督 - 森田信廣
- 原図作画監督 - 玉丹戈
- 作画 - 真庭秀明、細川修平
- エフェクト作画監督 - 金子秀一
- エフェクト作画 - 高橋英樹、ねこまたや、秋山一則、飯飼幸一
- 作画制作協力 - プロダクションI.G
- 美術監督 - 栫ヒロツグ、加藤浩
- 音楽 - 上田益、池頼広、住友紀人
- 音響監督 - 長崎行男
- プロデューサー - 池澤良幸
- 助監督 - 高橋裕哉
- 編集 - 増永純一
- アニメーション制作 - 東映アニメーション
- 製作 - アシュラ製作委員会（創通、東映アニメーション、バンダイビジュアル、木下工務店、フィールズ）

### 主題歌
「希望」
作詞 - 藤田敏雄 / 作曲 - いずみたく / 編曲・Gt. - 西川進 / Ba. - KenKen / Dr. - 石田悠也 / Manipulater / 中山信彦 / 歌 - 小南泰葉
「Trash」
編曲 - 西川進  / Gt. - 楢原英介 / Ba. - 中村昌史 / Dr. - 吉澤響 / Pf. - ハジメタル / Manipulater / 中山信彦 / 作詞・作曲・歌 - 小南泰葉

### 受賞
- 第16回文化庁メディア芸術祭アニメーション部門優秀賞[3][4]